# Tidjelabine
Tidjelabine es un municipio (baladiyah) de la provincia o valiato de Bumerdés en Argelia. En abril de 2008 tenía una población censada de 18 266 habitantes.
Se encuentra ubicado en el centro-norte del país, en la región de Cabilia, junto a la costa del mar Mediterráneo y al este de la capital del país, Argel.